# 荻野昇
荻野 昇（おぎの のぼる、1957年7月19日 - ）は、日本のトロンボーン奏者。埼玉県出身。武蔵野音楽大学卒業。現在東京交響楽団首席奏者。東海大学講師。使用楽器はクルトワ。
所属事務所はハラヤミュージックエンタープライズ

## 来歴
- 1981年 - 高橋達也と東京ユニオンジャズオーケストラに入団。
- 1983年 - 群馬交響楽団に入団。第1トロンボーン奏者を務める。
- 1990年 - 東京交響楽団の首席トロンボーン奏者となる。
- 1993年 - ベルギーので行われた“ジャパンフェスティバル'93”に出演。
- 1998年 - ベルウッドレーベルより初のソロCD「カクテル・トロンボーン」をリリース。
- 2007年 - 5月26日にミニリサイタルをビュッフェ･クランポン（株）日本本社にて開催。

1985年より、8回のリサイタルを東京（東京文化会館　等）にて行っている。
東京交響楽団第45回定期演奏会において武満徹の「ジェモー」（オーボエ、トロンボーン、2つのオーケストラ、2人の指揮者のための）を邦人初演する。
スウィート・ファンタジア・オーケストラの2枚のCDに参加している。
日本を代表する指揮者の岩城宏之よりオーケストラ・アンサンブル金沢のトロンボーン奏者としてエキストラを指名されたこともある。

## 所属楽団
- 東京交響楽団 - トロンボーン首席奏者
- ザ・トウキョウシンフォニー・ブラス・クインテット - 東京交響楽団のトッププレイヤーで結成。
- スウィート・ファンタジア・オーケストラ - ジャズオーオーケストラ
- 東京ジュニアオーケストラソサエティ - 同団にてトロンボーン講師。

## 過去の所属楽団
- 群馬交響楽団
- 東京ユニオンジャズオーケストラ